# 熱帶風暴艾利 (2022年)
熱帶風暴艾利（英語：Tropical Storm Aere，國際編號：2204，聯合颱風警報中心：WP052022，菲律賓大氣地球物理和天文管理局：Domeng）是2022年太平洋颱風季第4個被命名的風暴。「艾利」一名由美國提供，是馬紹爾語風暴之意。

## 發展過程
6月27日，一個熱帶擾動在日本嘉手納町東南方海域生成，美國海軍研究實驗室給予擾動編號98W。
6月30日上午8時，台灣中央氣象局將其升格為熱帶性低氣壓，給予編號TD05。上午11時30分，聯合颱風警報中心將其評級提升為「中」。下午2時，聯合颱風警報中心將其評級提升為「高」，並對其發布熱帶氣旋形成警報。晚間8時，日本氣象廳將其升格為熱帶低氣壓。同時，聯合颱風警報中心將其升格為熱帶低氣壓，給予熱帶氣旋編號05W。
7月1日凌晨2時，日本氣象廳對其發布烈風警報。上午8時，日本氣象廳將其升格為熱帶風暴，給予國際編號2204，並命名「艾利」。同時，台灣中央氣象局將其升格為輕度颱風；聯合颱風警報中心亦將其升格為熱帶風暴。
7月2日晚間10時，艾利登陸沖繩名護市。
7月3日下午2時，聯合颱風警報中心將其降格為熱帶性低氣壓。
7月5日，日本氣象廳表示艾利在上午6時前於長崎縣佐世保市沿海登陸。上午8時，日本氣象廳表示艾利轉化為溫帶氣旋。
7月7日凌晨2時，聯合颱風警報中心將其復編為副熱帶風暴。上午5時，聯合颱風警報中心對其發出最後警告。
7月8日上午8時，聯合颱風警報中心將其評為副熱帶低氣壓。

## 影響

### 日本
日本那霸市受到热带风暴艾利的影响而刮起强风，并且登陆日本九州西海市之后出海转变为温带气旋，期後再橫過四國、本島及北海道。

## 外部連結
| 太平洋颱風季             |
| 主題頁 - 專題 - 編輯指南 |

- （日語）日本氣象廳首頁 （页面存档备份，存于）
- （英文）聯合颱風警報中心首頁 （页面存档备份，存于）
- （简体中文）中國國家氣象中心首頁 （页面存档备份，存于）
- （繁體中文）臺灣中央氣象局首頁 （页面存档备份，存于）
- （繁體中文）香港天文台首頁 （页面存档备份，存于）
- （繁體中文）澳門地球物理暨氣象局首頁 （页面存档备份，存于）
- （英文）菲律賓大氣地球物理和天文管理局 惡劣天氣公告 （页面存档备份，存于）
- （泰文）泰國氣象局首頁 （页面存档备份，存于）